# Serie A 1955/1956
Soutěžní ročník Serie A 1955/1956 byl 54. ročník nejvyšší italské fotbalové ligy a 24. ročník pod názvem Serie A. Konal se od 18. září 1955 do 3. června 1956 a skončilo vítězstvím Fiorentiny, které slavilo poprvé ve své klubové historii.
Nejlepším střelcem se stal italský fotbalista Gino Pivatelli (Boloňa), který vstřelil v sezoně 29 branek.

## Události

### Před sezonou
Kvůli skandálu Udinese a Catanie, přejmenovaného tiskem na Confessione di Settembrino způsobilo, že poslední dva v tabulce, kluby SPAL a Pro Patria nesestoupili. 
Velká novinka byla na mediální úrovni, když nově vytvořená televizní společnost RAI pokusila vysílat živé vysílání dva zápasy konkrétně přednesené na sobotu: dne 31. prosince 1955 bylo vidět Řím – Atalanta a Neapol – Fiorentina. Na sportovním poli došlo k nasazení zahraničních rozhodčích – většinou rakouské národnosti. Na manažerské úrovni nastala v Interu změna, když byl dosazen do vedení klubu Angelo Moratti.
Obhájci titulu z Milána se rozloučilo se Silvestrim (Verona), Sørensenem (Odense) a Fontanim (Triestina), Jediným velkým příchodem byl Mariani (Fiorentina). Do ligy přišla spousta fotbalistů s Brazílie, mezi známými to byly Luís Vinício (Neapol), Julinho (Fiorentina) a Dino da Costa (Řím). Také přišel anglický střelec Eddie Firmani (Sampdoria). Z Juventusu odešel po 9 letech Muccinelli (Lazio) a také Ferrario (Inter), naopak přišel švédský útočník Hamrin (AIK) a také Emoli (Janov). Velké změny nastali v Interu, když jej opustila trojice Brighenti (Triestina), Mazza (Fiorentina) a Neri (Brescia) a jediným známým hráčem co přišel byl Vonlanthen (Grasshopper Curych). Velmi ambiciózní tým Fiorentina se ještě posílila o angentiského hráče Montuoriho (Universidad Católica), který nahradil švéda Grena (Janov) a Vidala (Pro Patria). Zpět do Dánska se vrátil útočník Hansen (Frem).
Další změny byli: Ivano Blason (Verona → Padova), Silvano Moro (Vicenza → Padova), Eugen Vinnyei-Prošovský (Neapol → SPAL), Giuseppe Moro (AS Řím → Verona), Roberto Lovati (Turín → Lazio), Per Bredesen (Lazio → Udinese), Arne Selmosson (Udinese → Lazio) a Zeffiro Furiassi (Lazio → Foligno).

### Během sezony
Velké překvapení bylo že do 7. kola vedl Inter, který minulý ročník obsadil až 8. místo. Poté jej na čele vystřídal klub z Florencie. Fialky hrály skvěle a v zimní přestávce měli náskok 5 bodů od Milána. Nakonec Fiorentina sezonu dohrála jen s jednou prohrou (v posledním kole) a vyhrálo o 12 bodů před Milánem a poprvé v klubové historie slavilo titul. Na 3. místě se umístil Inter, který měl ještě o 2 body méně. Opět skvěle hrála Boloňa, které obsadilo 5. místo, i díky 29 brankám nejlepšího střelce Pivatelliho. Dalším příjemným překvapením bylo hraní nováčků. Jak Padova, tak i Vicenza, obsadila 8. místo a 13. místo a zachránilo se v lize. Naopak největší zklamání bylo obsazení Juventusu, které mělo stejný počet bodů jako nováček Vicenza.
Do 2. ligy sestoupila po 8 sezonách Novara a také poslední Pro Patria, která se vrátila do nižší ligy po dvou letech.

## Účastníci
| Klub       | Město         | Stadion                   | Trenér                                                                                                   | Nejlepší střelec                      |
| ---------- | ------------- | ------------------------- | --- | ------------------------------------- |
| Atalanta   | Bergamo       | Stadio Comunale           | Luigi Bonizzoni                                                                                          | Poul Rasmussen (16)                   |
| Boloňa     | Boloňa        | Stadio Comunale           | Giuseppe Viani (1.–17. kolo) Aldo Campatelli                                                             | Gino Pivatelli (29)                   |
| Fiorentina | Florencie     | Stadio Comunale           | Fulvio Bernardini                                                                                        | Giuseppe Virgili (21)                 |
| Inter      | Milán         | Stadio San Siro           | Aldo Campatelli (1.–12. kolo) Giuseppe Meazza                                                            | Benito Lorenzi, Lennart Skoglund (10) |
| Janov      | Janov         | Stadio Luigi Ferraris     | Renzo Magli                                                                                              | Attilio Frizzi (14)                   |
| Juventus   | Turín         | Stadio Comunale di Torino | Sandro Puppo                                                                                             | Leonardo Colella (7)                  |
| Lazio      | Řím           | Stadio dei Centomila      | Luigi Ferrero + Roberto Copernico (1.–13. kolo) Jesse Carver + Roberto Copernico (14. kolo) Jesse Carver | Lorenzo Bettini (12)                  |
| Milán      | Milán         | Stadio San Siro           | Héctor Puricelli                                                                                         | Gunnar Nordahl (23)                   |
| Neapol     | Neapol        | Stadio della Liberazione  | Eraldo Monzeglio (1.–16. kolo) Amedeo Amadei                                                             | Luís Vinício (16)                     |
| Novara     | Novara        | Stadio Comunale           | Giuseppe Ottina (1.–13. kolo) Severino Feruglio                                                          | Helge Bronée (10)                     |
| Padova     | Padova        | Stadio Silvio Appiani     | Nereo Rocco                                                                                              | Amedeo Bonistalli (12)                |
| Pro Patria | Busto Arsizio | Stadio Comunale           | Imre Senkey (1. –12. kolo) Carlo Reguzzoni                                                               | Guglielmo Toros (7)                   |
| Řím        | Řím           | Stadio dei Centomila      | György Sárosi                                                                                            | Dino da Costa (12)                    |
| Sampdoria  | Janov         | Stadio Luigi Ferraris     | Paolo Tabanelli + Lajos Czeizler                                                                         | Eddie Firmani (17)                    |
| SPAL       | Ferrara       | Stadio Comunale           | Fioravante Baldi                                                                                         | Guido Macor (9)                       |
| Turín      | Turín         | Stadio Filadelfia         | Annibale Frossi                                                                                          | Horst Buhtz (10)                      |
| Triestina  | Terst         | Stadio Comunale           | Severino Feruglio (1. –9. kolo) Piero Pasinati                                                           | Sergio Brighenti (8)                  |
| Vicenza    | Vicenza       | Stadio Romeo Menti        | Béla Guttmann (1. –26. kolo) Umberto Menti                                                               | Américo Murolo (10)                   |

## Tabulka
| Poř. | Tým        | Z  | V  | R  | P  | VG | OG | B  |
| ---- | ---------- | -- | -- | -- | -- | -- | -- | -- |
| 1.   | Fiorentina | 34 | 20 | 13 | 1  | 59 | 20 | 53 |
| 2.   | Milán      | 34 | 16 | 9  | 9  | 70 | 48 | 41 |
| 3.   | Inter      | 34 | 16 | 7  | 11 | 57 | 36 | 39 |
| 4.   | Lazio      | 34 | 14 | 11 | 9  | 54 | 46 | 39 |
| 5.   | Boloňa     | 34 | 15 | 7  | 12 | 68 | 52 | 37 |
| 6.   | Řím        | 34 | 11 | 13 | 10 | 43 | 40 | 35 |
| 7.   | Sampdoria  | 34 | 12 | 11 | 11 | 51 | 54 | 35 |
| 8.   | Padova     | 34 | 14 | 6  | 14 | 41 | 43 | 34 |
| 9.   | SPAL       | 34 | 10 | 13 | 11 | 40 | 39 | 33 |
| 10.  | Janov      | 34 | 12 | 9  | 13 | 50 | 52 | 33 |
| 11.  | Turín      | 34 | 12 | 9  | 13 | 43 | 45 | 33 |
| 12.  | Juventus   | 34 | 8  | 17 | 9  | 32 | 37 | 33 |
| 13.  | Vicenza    | 34 | 10 | 13 | 11 | 31 | 40 | 33 |
| 14.  | Neapol     | 34 | 10 | 12 | 12 | 46 | 49 | 32 |
| 15.  | Atalanta   | 34 | 11 | 9  | 14 | 50 | 55 | 31 |
| 16.  | Triestina  | 34 | 10 | 10 | 14 | 27 | 44 | 30 |
| 17.  | Novara     | 34 | 8  | 10 | 16 | 45 | 51 | 26 |
| 18.  | Pro Patria | 34 | 3  | 9  | 22 | 31 | 87 | 15 |

Poznámky
- Z = Odehrané zápasy; V = Vítězství; R = Remízy; P = Prohry; VG = Vstřelené góly; OG = Obdržené góly; B = Body
- za výhru 2 body, za remízu 1 bod, za prohru 0 bodů.
- při rovnosti bodů rozhodovalo skóre.

|  | Mistr ligy + kvalifikoval se do Poháru PMEZ |
|  | Kvalifikoval se na Latinský pohár           |
|  | Sestup do Serie B                           |

## Statistiky

### Výsledková tabulka
|            | Atalanta | Boloňa | Fiorentina | Janov | Inter | Juventus | Lazio | Milán | Neapol | Novara | Padova | Pro Patria | Řím | Sampdoria | SPAL | Turín | Triestina | Vicenza |
| ---------- | -------- | ------ | ---------- | ----- | ----- | -------- | ----- | ----- | ------ | ------ | ------ | ---------- | --- | --------- | ---- | ----- | --------- | ------- |
| Atalanta   | –        | 1:0    | 0:0        | 2:2   | 1:1   | 1:1      | 1:1   | 4:3   | 1:2    | 2:1    | 0:2    | 4:1        | 1:1 | 4:1       | 4:3  | 1:2   | 2:0       | 3:0     |
| Boloňa     | 1:0      | –      | 0:2        | 4:1   | 2:3   | 0:1      | 0:2   | 2:1   | 3:1    | 3:2    | 3:1    | 6:1        | 1:0 | 5:2       | 2:2  | 6:1   | 3:1       | 1:1     |
| Fiorentina | 4:1      | 0:0    | –          | 3:1   | 0:0   | 2:0      | 4:1   | 3:0   | 0:0    | 4:2    | 1:0    | 4:1        | 2:0 | 0:0       | 0:0  | 2:0   | 1:0       | 2:0     |
| Janov      | 2:1      | 2:1    | 3:1        | –     | 4:3   | 0:0      | 3:3   | 3:1   | 3:1    | 2:0    | 0:0    | 3:0        | 3:3 | 2:1       | 1:1  | 3:1   | 1:0       | 2:2     |
| Inter      | 1:2      | 0:3    | 1:3        | 3:0   | –     | 0:2      | 2:3   | 2:1   | 3:0    | 2:0    | 0:1    | 4:0        | 1:1 | 7:1       | 3:1  | 1:0   | 0:0       | 0:2     |
| Juventus   | 2:1      | 2:2    | 0:4        | 1:0   | 1:0   | –        | 1:0   | 0:0   | 0:1    | 2:2    | 3:0    | 3:1        | 0:0 | 2:2       | 2:2  | 0:2   | 0:1       | 0:0     |
| Lazio      | 2:2      | 2:2    | 2:2        | 2:0   | 2:2   | 2:0      | –     | 2:3   | 1:1    | 2:0    | 3:1    | 2:0        | 1:0 | 1:2       | 3:0  | 0:1   | 1:1       | 1:3     |
| Milán      | 4:1      | 3:0    | 0:2        | 3:2   | 1:2   | 3:1      | 1:3   | –     | 0:0    | 4:2    | 4:1    | 3:3        | 4:1 | 6:1       | 2:0  | 3:1   | 1:0       | 0:0     |
| Neapol     | 0:3      | 3:3    | 2:4        | 2:1   | 0:2   | 1:1      | 1:2   | 2:0   | –      | 0:2    | 1:0    | 8:1        | 1:1 | 3:1       | 2:2  | 2:2   | 3:2       | 0:0     |
| Novara     | 2:1      | 2:0    | 1:1        | 1:2   | 2:2   | 0:0      | 6:2   | 3:4   | 1:0    | –      | 3:0    | 2:1        | 2:2 | 1:2       | 1:1  | 1:2   | 0:1       | 2:0     |
| Padova     | 5:1      | 3:1    | 0:1        | 2:1   | 1:0   | 1:1      | 1:2   | 1:5   | 1:1    | 2:1    | –      | 2:1        | 2:0 | 1:3       | 0:0  | 2:0   | 4:0       | 3:1     |
| Pro Patria | 2:0      | 2:2    | 2:2        | 1:0   | 0:4   | 2:2      | 1:2   | 1:1   | 0:0    | 0:0    | 0:2    | –          | 3:5 | 2:0       | 1:2  | 1:1   | 1:4       | 0:1     |
| Řím        | 3:2      | 2:0    | 1:1        | 2:0   | 1:0   | 1:1      | 0:0   | 0:0   | 2:1    | 2:1    | 1:1    | 1:0        | –   | 1:2       | 1:1  | 2:1   | 4:1       | 4:1     |
| Sampdoria  | 4:0      | 2:5    | 0:0        | 0:0   | 3:2   | 2:0      | 1:1   | 2:2   | 3:0    | 1:1    | 0:1    | 7:0        | 1:0 | –         | 3:1  | 0:0   | 1:0       | 1:1     |
| SPAL       | 0:0      | 2:1    | 0:1        | 1:0   | 0:1   | 0:0      | 1:0   | 0:0   | 1:2    | 2:0    | 2:0    | 2:1        | 1:0 | 1:1       | –    | 1:2   | 4:0       | 5:0     |
| Turín      | 1:3      | 1:0    | 0:1        | 2:2   | 0:2   | 0:0      | 2:2   | 1:1   | 1:4    | 2:1    | 2:0    | 6:0        | 2:1 | 2:1       | 0:0  | –     | 5:0       | 0:0     |
| Triestina  | 0:0      | 1:3    | 1:1        | 2:0   | 0:0   | 1:1      | 1:0   | 1:3   | 2:1    | 0:0    | 1:0    | 1:0        | 0:0 | 0:0       | 3:1  | 1:0   | –         | 0:2     |
| Vicenza    | 1:0      | 2:3    | 1:1        | 2:1   | 0:2   | 3:2      | 0:1   | 1:3   | 0:0    | 0:0    | 0:0    | 1:1        | 2:0 | 0:0       | 2:0  | 1:0   | 1:1       | –       |

### Střelecká listina
| Pořadí | Jméno                   | Klub       | Branky |
| ------ | ----------------------- | ---------- | ------ |
| 1.     | Gino Pivatelli          | Boloňa     | 29     |
| 2.     | Gunnar Nordahl          | Milán      | 23     |
| 3.     | Giuseppe Virgili        | Fiorentina | 21     |
| 4.     | Adriano Bassetto        | Atalanta   | 18     |
| 5.     | Eddie Firmani           | Sampdoria  | 17     |
| 6.     | Juan Alberto Schiaffino | Milán      | 16     |
| 6.     | Luís Vinício            | Neapol     | 16     |
| 8.     | Attilio Frizzi          | Janov      | 14     |
| 9.     | Miguel Montuori         | Fiorentina | 13     |
| 9.     | Mario Tortul            | Sampdoria  | 13     |

## Vítěz
| Serie A Vítěz pro rok 1955/56 |
| ----------------------------- |
| ACF Fiorentina                |
|                               |